# Арсений Костурски
Арсений (на гръцки: Αρσένιος, Арсениос) е православен духовник от XVII век, костурски митрополит на Охридската архиепископия.

## Биография
Арсений оглавява костурската катедра като различни източници дават различни начални и крайни години за митрополитството му в Костур, като най-ранната година е 1641 година, а най-късната - 1657 година. Германос Христидис отбелязва годината 1654. А. П. Пешаир въз основа на кондика на Костурската митрополия ЕВЕ 2752, поставя архиерейството му в периода 1643 - 1653 година и описва решение от ноември 1643 година, в което е споменат Арсений заедно с Харитон Охридски, както и решение, в което се споменават още и Игнатий Пелагонийски, Йеремия Сисанийски и Григорий Молиски. Според Панделис Цамисис Арсений управлява от 1650 до 1654 година. Гюстав Барди посочва годините 1643 - 1654. Тасос Грицопулос отбелязва, че Арсений се споменава в 1643 година, но със сигурност в 1654 година. Василиос Атесис се ограничава до споменаването в 1654 година. Джорджо Федалдто, позовавайки се на Пешаир, отбелязва периода от ноември 1643 до 1654 година. От изследването на кондиката на Костурската митрополия за годините 1563 - 1663 (ЕВЕ 2752) става ясно, че периодът на управлението на Арсений се удължава от 1641 до 1654 година: тъй като на лист 21r - 24r има решение с подписа на Арсений от годините 1641 - 1643 и същият митрополит е подписал на лист 28v - 52v с решения от 10 август 1648 до октомври 1654 година.
Митрополит Арсений Костурски е споменат в зографския надпис на занската църква „Рождество Богородично“, който вероятно датира от 1653 година. Споменат е в ктиторския надпис в костурската църква „Свети Николай Кирицки“ от ζρξβ' (=1654) година. Името му е отбелязано и в зографски надпис в църквата „Свети Николай Каравидски“, датиран в ζρξε' (= 1656/7) година. Според Мелахрини Паисиду Арсений е неспоменатият поименно костурски митрополит от надписа в църквата „Света Богородица Безсребреническа“, датиран в 1657 година, поради което поставя края на архиерейството му в тази година. Митрополит Арсений е споменат и в зографския надпис и в църквата „Света Богородица Музевишка“, в който обаче годината вече не се чете.